# Хара, Игнасио
Игна́сио Андре́с Ха́ра Ва́ргас (исп. Ignacio Andrés Jara Vargas; 28 января 1997, Сантьяго) — чилийский футболист, полузащитник клуба «Унион Эспаньола».

## Клубная карьера
Хара — воспитанник клуба «Кобрелоа». В 2016 году в матче против «Ньюбленсе» он дебютировал в чилийской Примере B. 16 сентября в поединке Кубка Чили против «Депортес Ла-Серена» Игнасио забил свой первый гол за «Кобрелоа». В 2020 году Хара на правах аренды перешёл в бразильский «Гояс». 7 марта в поединке Лиги Гояно против «Ипоры» Игнасио дебютировал за новую команду. 13 августа в матче против «Атлетико Паранаэнсе» он дебютировал в бразильской Серии A. 9 сентября в поединке против «Коритибы» Игнасио забил свой первый гол за «Гояс». 
В 2020 году Хара перешёл в «Коло-Коло». 5 декабря в матче против «Уачипато» он дебютировал в чилийской Примере. 31 января 2021 года в поединке против «Унион Ла-Калера» Игнасио забил свой первый гол за «Коло-Коло». В том же году он помог клубу завоевать кубок.

## Международная карьера
В 2017 года Хара в составе молодёжной сборной Чили принял участие в молодёжном чемпионате Южной Америки в Эквадоре. На турнире он сыграл в матчах против команд Колумбии, Парагвая, Эквадора и Бразилии. В поединке против парагвайцев Игнасио забил гол.

## Достижения
- Обладатель Кубка Чили (1): 2021